# (13653) Priscus
(13653) Priscus est un astéroïde de la ceinture principale.

## Description
(13653) Priscus est un astéroïde de la ceinture principale. Il fut découvert par Vincenzo Silvano Casulli le 9 février 1997 à Colleverde di Guidonia. Il présente une orbite caractérisée par un demi-grand axe de 2,18 UA, une excentricité de 0,168 et une inclinaison de 4,6° par rapport à l'écliptique.
Il fut nommé en hommage à Tarquin l'Ancien, Tarquinus Priscus en latin, cinquième roi de Rome, qui régna de 616 à 579 av. J.-C.

## Compléments